# جولي هيغينز
جولي هيغينز (بالإنجليزية: Julie Higgins)‏ هي فارسة سباق أسترالية، ولدت في 28 فبراير 1958.

## روابط خارجية
- جولي هيغينز على موقع Paralympic.org (الإنجليزية)